# Taban Air-vlucht 6437
Op 24 januari 2010 stortte Taban Air-vlucht 6437 neer tijdens de landing op Mashhad International Airport, Iran. Het ging om een passagiersvlucht die vertrokken was van Abadan Airport, Abadan, Iran en een tussenlanding had gemaakt op Isfahan International Airport, Isfahan, Iran. In de machine bevonden zich veel pelgrims, op terugreis uit Irak.
Het vliegtuig, een Tupolev Tu-154M van de Iraanse maatschappij Taban Air, stortte neer op 24 januari 2010. Het vliegtuig met registratienummer RA-85787 en de naam Surgut crashte net voor de landing, nadat de staart de grond had geraakt. De weersomstandigheden waren slecht, maar de landing werd toch ingezet, aangezien een van de passagiers onwel werd.
Er raakten 42 inzittenden gewond.